# Ara rubrogenys
La paraba frente roja, guacamayo de frente roja, o papagayo de frente roja (Ara rubrogenys) es una  especie de ave psitaciforme de la familia de los loros (Psittacidae) endémica de Bolivia y en peligro de extinción. Sólo se encuentra en los Valles Secos Interandinos y parte del Bosque Tucumano-Boliviano de los Departamentos de Cochabamba, Chuquisaca, Potosí y Santa Cruz. La paraba frente roja se encuentra catalogada como “En Peligro” por la UICN, y en Bolivia se encuentra listada como “En Peligro Crítico”. También es conocida como Q'aca loro (en quechua) y loro burro, la caza y uso de esta especie como mascota es lo que pone en peligro de extinción a esta especie.

## Descripción
Mide entre 55 y 60 cm La cabeza presenta una faja frontal y parches auriculares de color rojo. Los hombros y las piernas son de color naranja. Al volar se distinguen las cobijas superiores azules e inferiores amarillas. El resto del cuerpo es verde oliváceo y las plumas de la cola terminan en punta. La poca piel descubierta en la cara es rosácea. El pico es fuerte y de color negro. El iris orbital es de color naranja (Forshaw, 1987).

### Plumaje

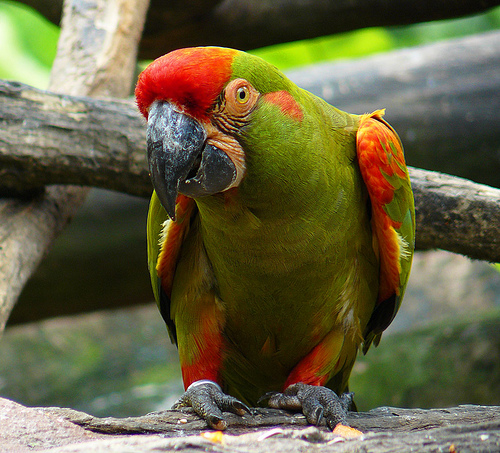
Frontal
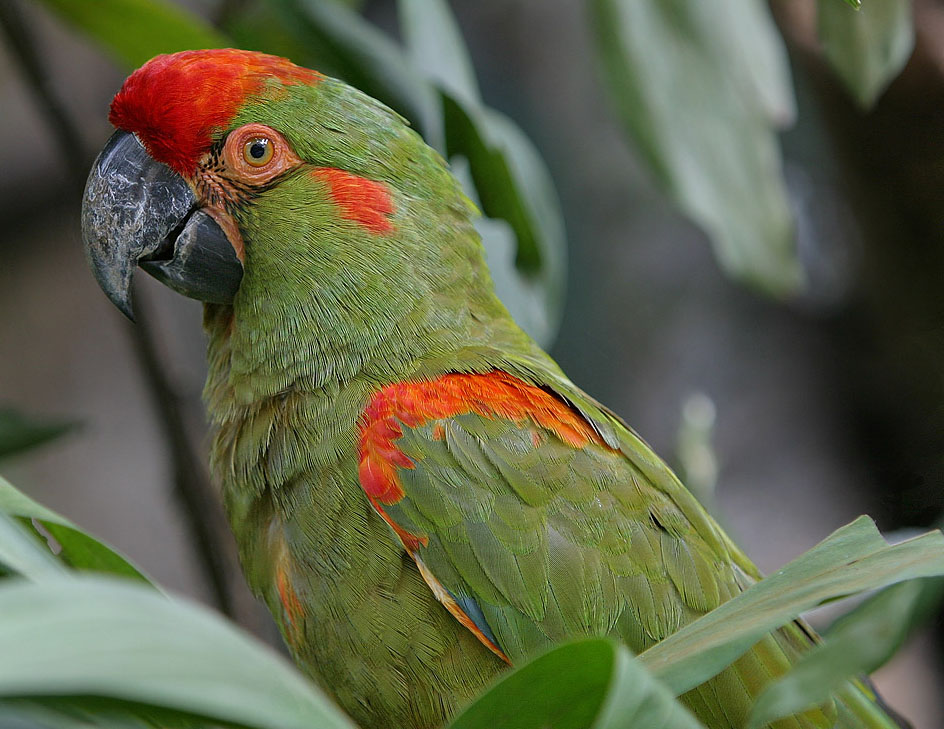
Lateral
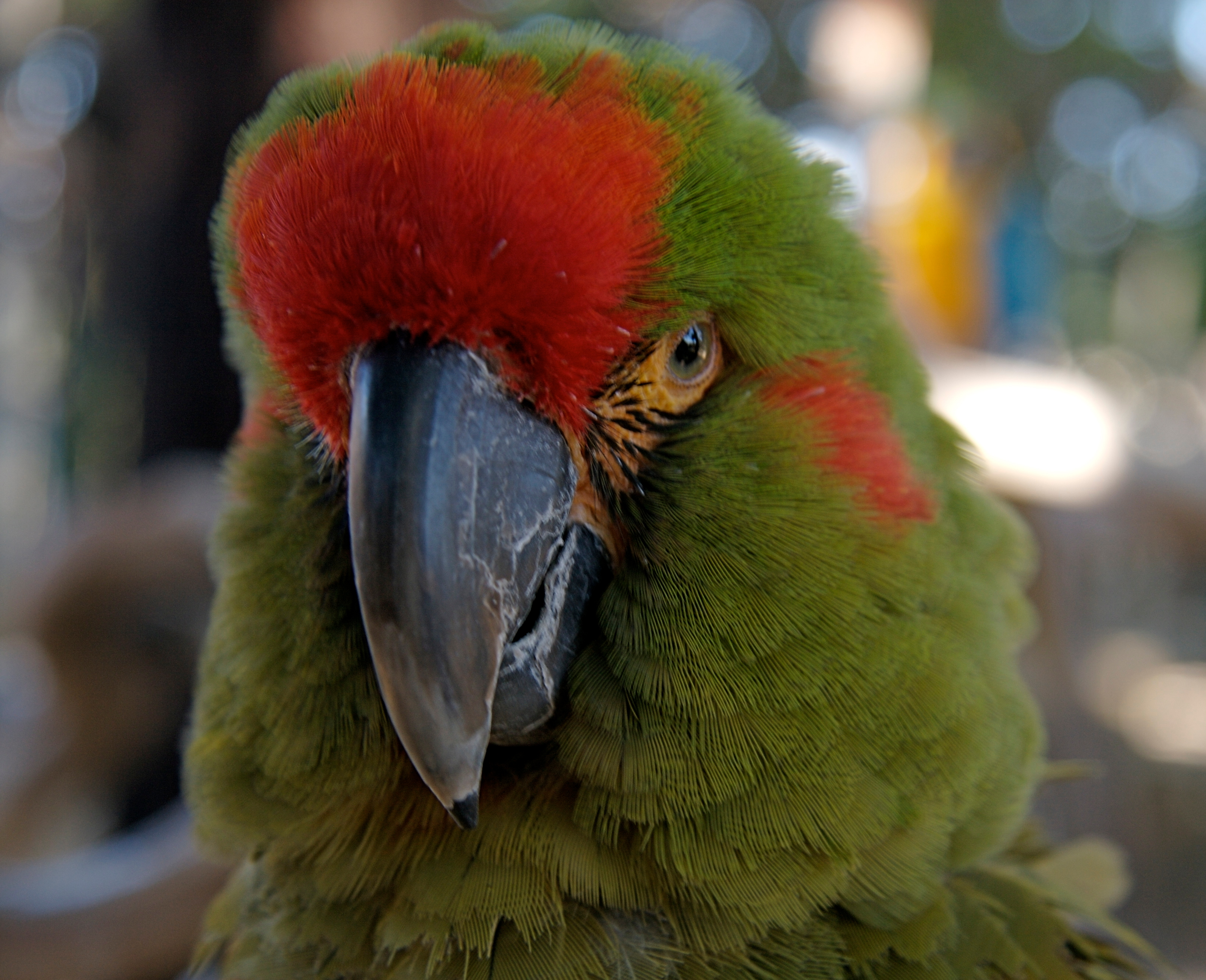
Cabeza
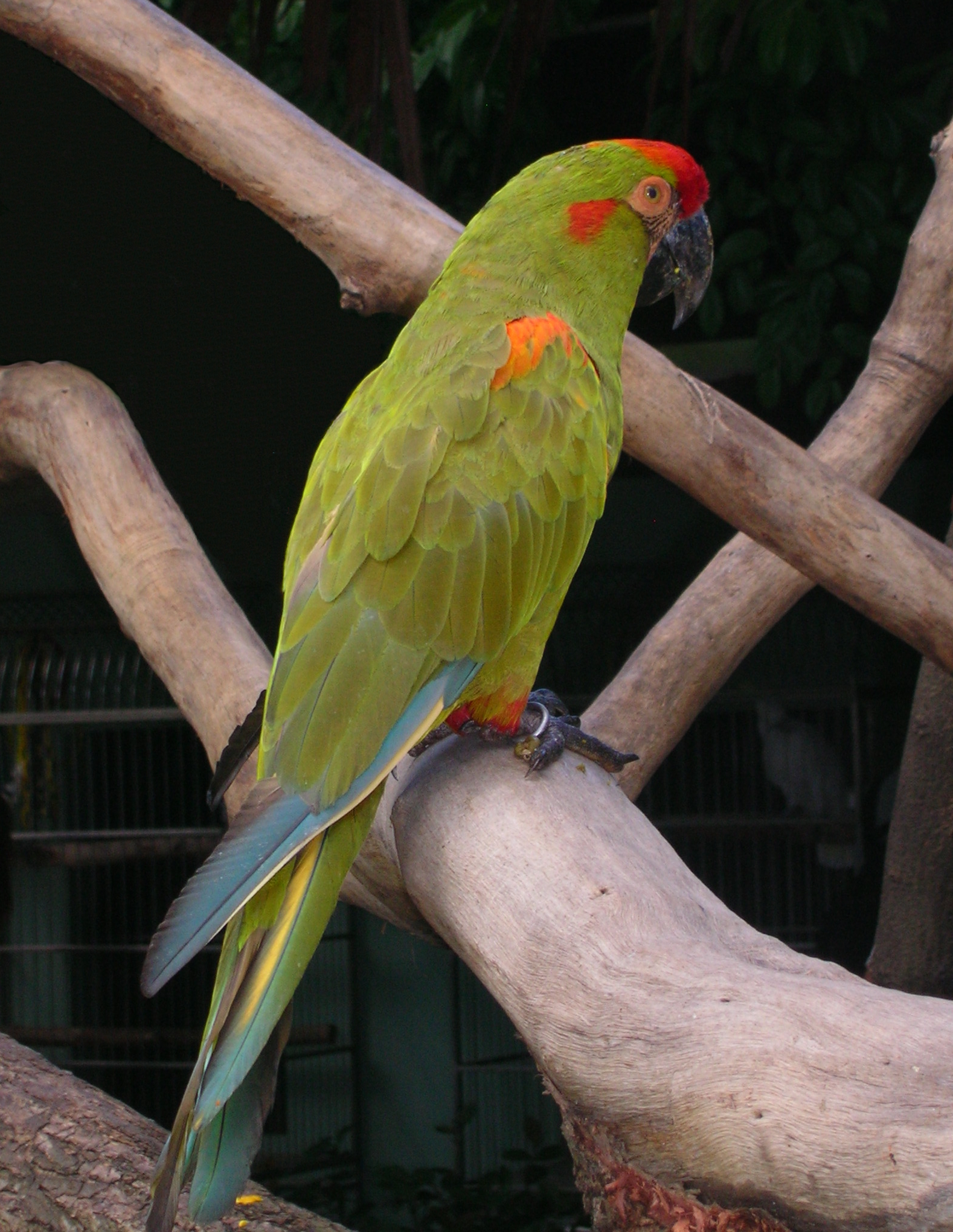
En reposo: Lateral (entero)
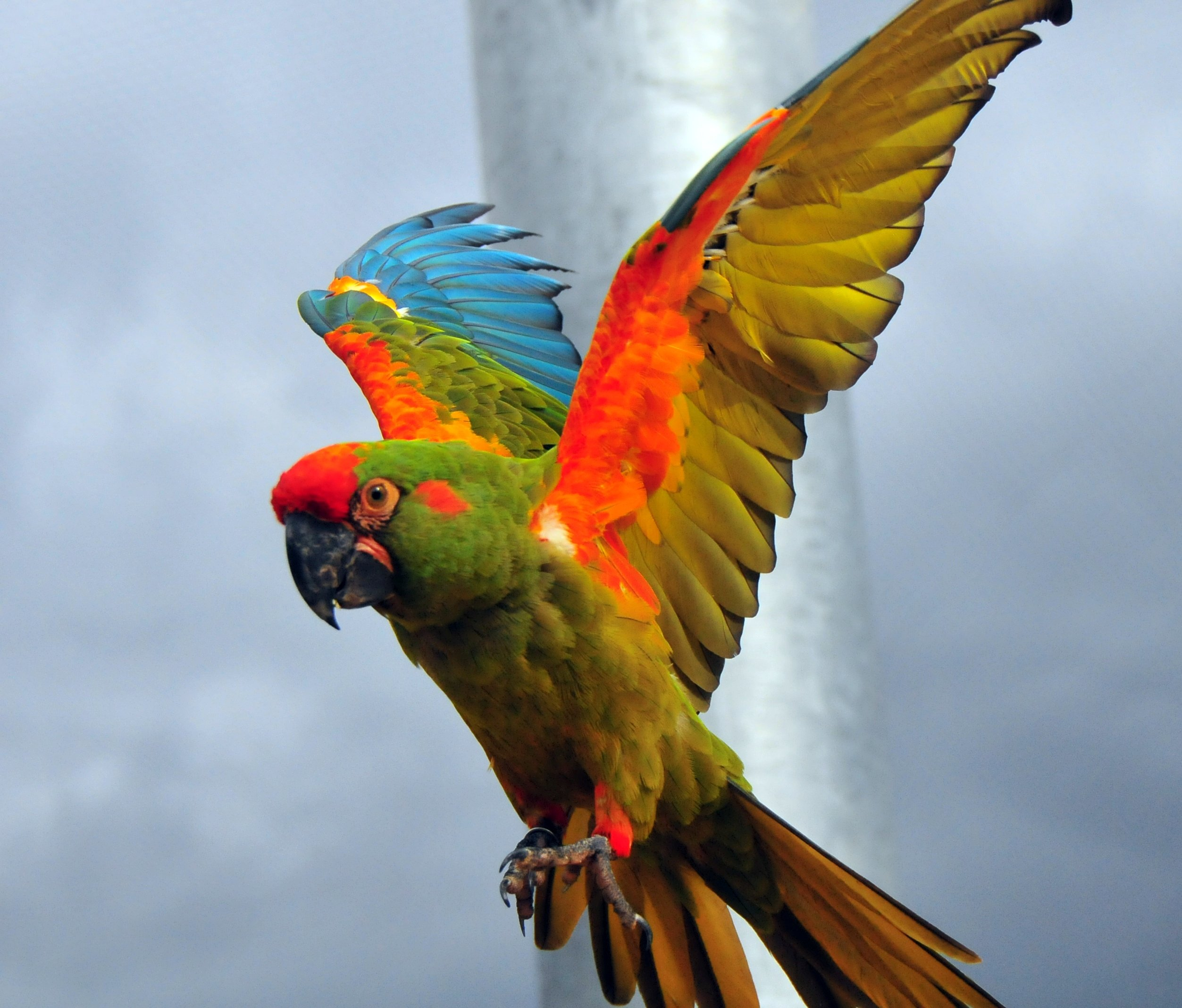
En vuelo: Lateral (entero)
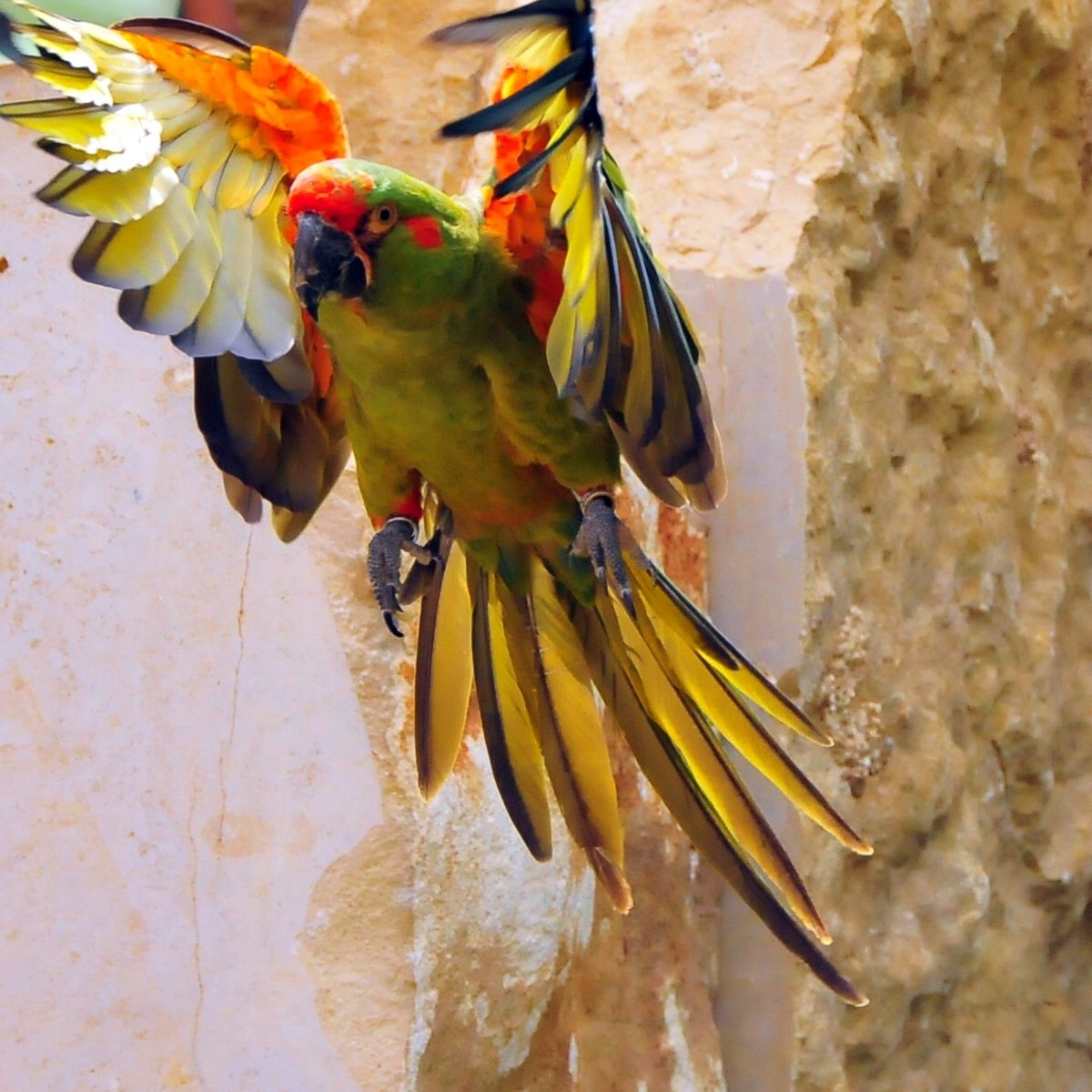
En vuelo: Frontal

## Distribución

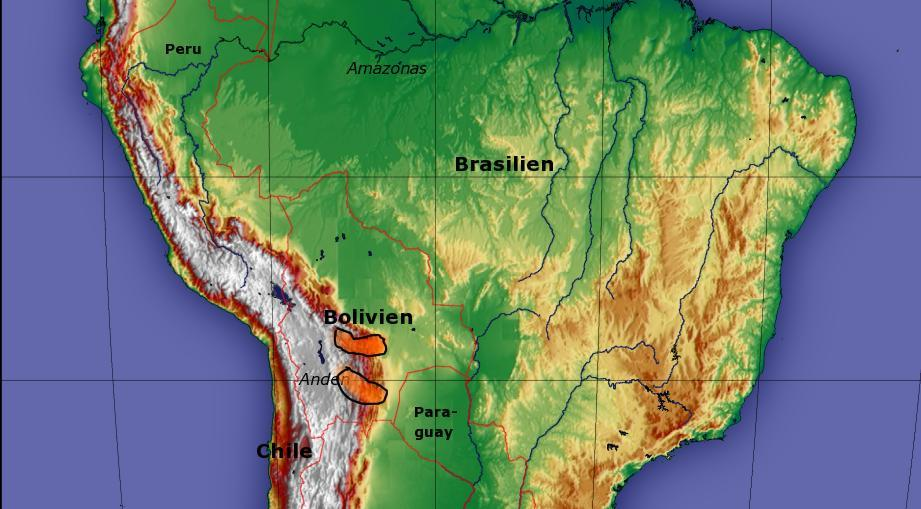
Distribución de la paraba frente roja (texto en alemán).

La especie es endémica de Bolivia, y está restringida a los Valles Secos Interandinos y parte del Bosque Tucumano-Boliviano. El rango de distribución ocupa aproximadamente 5000 km², desde el sur de Cochabamba hasta el suroeste de Santa Cruz, norte de Chuquisaca y noreste de Potosí, con un rango altitudinal de entre 1000 y 2700 m s. n. m..

## Historia Natural y Hábitat
La paraba frente roja es monógama y semigregaria. Durante la época húmeda (entre diciembre y abril) se mueve hacia los riscos poco accesibles, donde anida semicolonialmente en huecos y grietas de las paredes rocosas. Las zonas de anidación se encuentran ubicadas cerca de cuerpos de agua y sitios medianamente perturbados por actividades humanas. Cada nido tiene en promedio dos pichones; ambos padres cuidan a las crías hasta que estas dejan el nido; se estima una tasa de supervivencia del 48%.
Habita en los valles secos, donde la vegetación está compuesta por quebracho blanco (Schinopsis haenkeana), algarrobo blanco (Prosopis alba) e itín (Prosopis kuntzei), de cuyos frutos se alimenta. Durante la época seca (mayo a octubre) se alimenta complementariamente de los cultivos de maní y maíz, en donde se la llega a observar en grupos grandes (desde treinta hasta cincuenta individuos).

## Amenazas
La principal amenaza para A. rubrogenys es el tráfico ilegal como mascota: entre 1980 y 1990 esta actividad fue considerada como una seria amenaza; se estima que entre 800 y 1000 ejemplares fueron extraídos de su hábitat natural para ser comercializados en mercados de las principales ciudades de Bolivia y otros países (Ridgely, 1981; Robiller et al., 1988). Al parecer en la actualidad el tráfico a gran escala ha disminuido considerablemente; sin embargo, existen reportes del comercio de esta especie en los mercados de mascotas: durante 2004 y 2007 se registraron 42 individuos en el mercado de la ciudad de Santa Cruz, los cuales estaban consignados a traficantes o acopiadores, quienes las comerciaban ilegalmente a través de las fronteras de Brasil y Perú; posiblemente el destino final fue Europa y EE. UU. Actualmente se desconoce las tasas de extracción; la actividad no es controlada ni penalizada por las instancias gubernamentales. Si esta situación continúa y no toman medidas necesarias para disminuir radicalmente el tráfico ilegal, la supervivencia de esta especie es incierta en los próximos diez años.[cita requerida]
Por otro lado, más del 40% del hábitat natural de A. rubrogenys se ha perdido a causa de la expansión de la agricultura, el uso de especies nativas de plantas como combustible, forraje y cercos de cultivos. Esta situación es considerada como otra amenaza para esta especie, puesto que la transformación original del hábitat podría aislar y consecuentemente reducir su tamaño poblacional. Asimismo, la intensificación del sobrepastoreo de ganado caprino está causando una seria degradación en los valles secos.
Por otro lado, el crecimiento de la frontera agrícola ha ocasionado la modificación y pérdida del hábitat, el cual ha condicionado a esta especie a depender de los cultivos como parte de su fuente alimenticia, por lo que los agricultores la han llegado a considerar una plaga (Hennessey, 2003). Otra de las amenazas es la falta de conocimiento de la población local acerca del estado de conservación de la especie y de su distribución restringida (Grajal, 2001).

## Medidas de conservación tomadas
La Asociación Armonía está desarrollando desde hace cuatro años un programa integral para la conservación de la paraba frente roja. Esta asociación, junto a comunidades de la cuenca del río Mizque, Caine y Pilcomayo, están realizando proyectos alternativos de apoyo a la producción, investigación y sensibilización, para mejorar las condiciones de vida de la gente local y garantizar la conservación de esta especie. En el año 2008, junto a tres comunidades del municipio de Omereque, en el departamento de Cochabamba, se logró consolidar la primera reserva para proteger uno de los sitios más importantes de anidamiento de la paraba frente roja en el río Mizque. Por otro lado, la Fundación contra el Hambre se encuentra realizando actividades en coordinación con la Asociación Armonía para la conservación de esta especie en los valles del río Caine. De la misma manera, el Centro de Biodiversidad y Genética, hace dos años, ha validado a nivel nacional un plan de acción estratégico para la conservación de A. rubrogenys, y actualmente está gestionando la implementación de un área protegida municipal en Cochabamba.